# 6317 Dreyfus
6317 Dreyfus eller 1990 UP3 är en asteroid i huvudbältet som upptäcktes den 16 oktober 1990 av den belgiske astronomen Eric W. Elst vid La Silla-observatoriet. Den är uppkallad efter Dreyfusaffären.
Asteroiden har en diameter på ungefär 5 kilometer.